# Списък на войните
Списък на войните
- Списък на битките
- Списък на войните и битките през древността
- Списък на битките в Древен Китай
- Списък на войните и битките през античността след 500 пр.н.е.
- Списък на битките на Древен Рим
- Списък на римските войни
- Месенски войни (8 – 5 век пр.н.е.)
- Войни и битки през късната античност
- Списък на битките в Древен Китай
- Сицилиански войни (600 – 265 пр.н.е.)
- Гръко-персийски войни (500 – 449 г. пр.н.е.)
- Пелопонески войни (431 – 404 пр.н.е.)
- Коринтска война (395 – 387 пр.н.е.)
- Войни на Александър Велики
- Пунически войни (264 -146 пр.н.е.)
- Македонски войни (215 – 148 пр.н.е.)
- Войни и битки през късната античност
- Римски граждански войни
- Готски войни (3 – 6 век)
- Първа Готска война (376 – 382)
- Втора Готска война (535 – 554)
- Персийско-византийски войни (5 – 7 век)
- Руско-персийски войни
- Руско-византийска война (907)
- Руско-византийска война (941-944)
- Руско-византийска война (970-971)
- Руско-византийска война (988)
- Руско-византийска война (1024)
- Руско-византийска война (1043)
- Византийско-селджукски конфликти (11 – 14 век)
- Българо-османски войни (14 – 15 век)
- Персийско-османски войни (16 – 19 век)
- Списък на битките в Древен Китай
- Списък на българо-византийските битки
- Балкански войни
  - Балканска война (1912 – 1913 г.)
  - Междусъюзническа война (1913 г.)
- Списък на швейцарските битки
- Списък на битките между индианците и заселниците
- Списък на войните и битките на Прусия
- Списък на швейцарските битки
- Периоди на иберийската реконкиста
- Списък на обсадите
- Битки през Руско-турската война (1877-1878)
- Списък на войните и битките на Прусия
- Списък на войните в Северна Америка
- Списък на битките между индианците и заселниците

- Списък на войните и битките от 7 до 13 век
- Списък на войните и битките през 14 и 15 век
- Списък на войните и битките през 16 век
- Списък на войните и битките през 17 век
- Войни и битки през 19 век
- Войни и битки през 20 и 21 век
- Списък на войните в Северна Америка
- Списък на войните и битките на Прусия